# Miguel Izu
Miguel Izu (Pamplona, Navarra, 22 de junio de 1960) es un jurista, político y escritor español de ensayo, novela, artículos periodísticos y relatos cortos.

## Biografía
Licenciado en Ciencias Políticas y doctor en Derecho. Ha desarrollado su vida profesional primero como abogado y luego como funcionario de la Administración de la Comunidad Foral de Navarra, en su última época antes de jubilarse en 2021 como vocal del Tribunal Administrativo de Navarra, y como profesor asociado de Derecho Administrativo en la Universidad de Navarra y en la Universidad Pública de Navarra.
Fue miembro del Partido Carlista entre 1976 y 1988, y de Izquierda Unida de Navarra desde 1993, de cuya Comisión Ejecutiva formó parte entre 2004 y 2007. Entre 1995 y 1999 fue concejal por esta formación en el Ayuntamiento de Pamplona y en las mismas fechas Presidente de la Mancomunidad de la Comarca de Pamplona; entre 2003 y 2007 (VI Legislatura) fue miembro del Parlamento de Navarra. También militó en la organización pacifista Gesto por la Paz de Euskal Herria y, posteriormente, en Gogoan-por una memoria digna.
Es autor de diversas publicaciones, sobre todo en temas jurídicos y políticos, y en 2014 publica su primera novela, El asesinato de Caravinagre. En 2016 es finalista de la XXI edición del Premio Fernando Lara de Novela con la obra El crimen del sistema métrico decimal. En 2022 recibe el Premio de Novela Negra Black Mountain Bossòst por su obra Retorno a Balincourt. También ha participado en diversas obras colectivas y colabora habitualmente en medios de comunicación escritos y audiovisuales.

## Obras

### Novela
- El asesinato de Caravinagre (2014).
- El crimen del sistema métrico decimal (2017).
- El rey de Andorra (2018).
- La habitación de Vanderford (2022).
- Retorno a Balincourt (2022).
- Seis heridas de arma de fuego (2024).
- En la frontera (2025).

### Relato
- “Un asunto privado”, en 24. Relatos navarros (2016).
- “El vino del francés”, en El alma del vino (2017).
- “Una llamada inoportuna”, en Relatos de 90 segundos (2018)
- "Maldita epidemia", en Homenaje a los clásicos. Colección de relatos negros (2021)
- “Una cuenta pendiente”, en Antología de relatos de Cosecha Negra Ediciones (2022)
- “Querido señor”, en 101 relatos judiciales de Editorial Vinatea (2022)
- “El día que llegó a España Marilyn Monroe”, en M. M. de Vencejo Ediciones (2023)
- "La vida oculta de Ava Gardner en Pamplona" en Los sanfermines vividos: XI Concurso de Relato Corto 2023, Nuevo Casino Principal de Pamplona, Pamplona, 2023. Relato premiado.

### Ensayo
- La Policía Foral de Navarra (1991).
- Hablando sobre la autodeterminación (1999).
- Navarra como problema. Nación y nacionalismo en Navarra (2001).
- El Tribunal Administrativo de Navarra (2004).
- Derecho Parlamentario de Navarra (2009).
- El régimen jurídico de los símbolos de Navarra (2011).
- El régimen lingüístico de la Comunidad Foral de Navarra (2013).
- Hemingway en los sanfermines (2019).
- Todos se conocían bien (2023).

### Recopilación de artículos periodísticos
- Sexo en sanfermines y otros mitos festivos (2007).
- Crisis en sanfermines y otros temas festivos (2015).
- Los sanfermines ya no son lo que eran (2021).

### Cuento infantil
- La primera de la comparsa (2021).

### Obras colectivas
- "El Reglamento de Espectáculos Taurinos y sus peculiaridades sanfermineras", Derecho sanferminero: El Derecho de los Sanfermines y de otras fiestas locales (2016).
- "Novela policíaca histórica", La expansión del género negro (2020).
- “La tradición festiva, los sanfermines, los espectáculos taurinos”, Y el tiempo se detuvo. Natalio Cayuela: Osasuna y Justicia (2021).
- "Sanfermines y epidemias", San Fermín 2021 Relatos de una fiesta sin igual (2021).
- “Corpus y Santiago”, El mal invisible. Relatos sobre la fibromialgia (2021).
- "Crímenes en el Camino. Novela negra jacobea", Reescrituras del género negro. Estudios literarios y audiovisuales (2022).
- "Las reformas de la LORAFNA", La LORAFNA 40 años después: historia, balance y propuestas de reforma (2022).
- "Mossos, ertzainas y forales, nuevas policías en la novela negra española", en Philip Marlowe en la Universidad. Estudios sobre género negro (2023).

### Premios
- Premio Martín de Azpilicueta por el trabajo El régimen jurídico de los símbolos de Navarra, 2010.
- Finalista de la XXI edición del Premio Fernando Lara de Novela con la obra El crimen del sistema métrico decimal, 2016.
- Premio de Novela Negra Black Mountain Bossòst con la obra Retorno a Balincourt, 2022.
- Premio del XI Concurso de Relato Corto 2023, Nuevo Casino Principal de Pamplona por La vida oculta de Ava Gardner en Pamplona.
- Premio de la modalidad en castellano del XII Concurso Internacional de Relato Bruma Negra 2024 por Un suicidio presagiado.